# Henri Hoesli
Henri Hoesli (né le 12 février 1900 à Haslen dans le canton de Glaris en Suisse et mort à une date inconnue) a d'abord été le précepteur du prince Pierre de Grèce, fils de Marie Bonaparte. Il est ensuite devenu docteur ès lettres puis médecin à Paris. Il est surtout connu pour avoir été psychanalyste et le premier traducteur de nombres d'articles de Sigmund Freud entre autres, souvent avec Édouard Pichon. En 1930, son nom apparaît dans la liste des membres affiliés de la Société psychanalytique de Paris. Il est actif dans la Revue française de psychanalyse dont il est secrétaire adjoint en 1930-1933. Élisabeth Roudinesco et Michel Plon le citent dans leur Dictionnaire de la psychanalyse, à propos du débat concernant la traduction française du mot allemand « Verneinung », Hoesli ayant choisi le terme de négation, alors que « dénégation » lui a généralement été préféré. 